# Joginder Singh (hockeyer)
Joginder Singh (Delhi, 3 augustus 1940 - Calcutta, 6 november 2002) was een Indiaas hockeyer.
Singh speelde drie finales tegen Pakistan en verloor twee finales en won in 1964 olympisch goud.

## Resultaten
- 1960  Olympische Zomerspelen in Rome
- 1962  Aziatische Spelen 1962 in Jakarta
- 1964  Olympische Zomerspelen in Tokio